# モノクロのふたり
『モノクロのふたり』は、松本陽介による日本の漫画作品。ウェブコミック配信サイト『少年ジャンプ+』に2024年10月13日から日曜更新で連載を開始した。

## あらすじ
生真面目なサラリーマン・不動花壱は、かつて画家になる夢をあきらめていた。残業中のある日、先輩社員の若葉紗織が会社で倒れているのを発見。話を聞くと、若葉の趣味は漫画製作で、会社のコピー機で原稿を確認していた時に自分の下手さ加減に絶望してしまったからだという。応募予定の漫画賞の締切も近く、焦った若葉は花壱にアルバイトとして漫画の手伝いを依頼する。

## 登場人物
不動 花壱（ふどう はないち）
主人公。24歳。中学校のころに水彩画で賞を受賞した経験がある。しかし、母の急逝により絵の道を断念し、現在の会社に入社。妹の夏菜に金のことで苦労をかけないよう、仕事で結果を残しているほか、空いた休日もアルバイトをしている。若葉の漫画の背景作業も、最初はアルバイトの一環という認識だったが、若葉が対等な立場で自分を誘ったことを知り、本気で漫画と向き合うようになる。
かつての経験を活かした背景の画力が高く、ストーリーの状況にあったタッチで描くこともできる。作業全体の効率化も得意。
若葉 紗織（わかば さおり）
花壱の先輩社員で、営業部でトップの成績を上げている。25歳。学生時代から漫画家を目指していたが、落選続きで断念し、現在の会社に就職。しかし、休憩時間に花壱の絵を目撃し、漫画への思いが再燃。仕事終わりに漫画を描き進めるようになった。
演出が得意だが背景の画力に乏しく、花壱の絵に憧れていたことから背景担当として花壱を漫画製作に誘う。
不動 夏菜（ふどう なつな）
花壱の妹。天真爛漫で兄を気遣える優しい性格。趣味はアニメとゲームで、あまり見ない花壱にもおすすめしている。
薔薇園 華子（ばらぞの はなこ）
漫画原作者。15歳でデビューし、関わった3作品をすべてヒットさせている。
自身が特別審査員を務めた漫画月例賞で、最終候補作まで残った若葉・花壱の漫画『黒の世界から』の演出に心を動かされ、若葉のストーリー力向上のためのアドバイザーを買って出る。
田中 正（たなか ただし）
薔薇園の担当編集者。若葉と薔薇園のネームバトルにおけるジャッジを務める一方、若葉に対して的確なアドバイスを与える。
春雅奈 彩葉（はるがな いろは）
「IROHA」名義で活動しているイラストレーター。花壱の幼馴染で絵のライバルだったが、花壱が絵の道を断念したことに怒りを覚えている。
夏菜とは友達同士。
市場 遼一郎（いちば りょういちろう）
男性漫画家。『月刊マリア』で『パインちゃんは甘えたい』を連載中。萌えに対してこだわりがあり、隙あらば他人にも萌え漫画を描かせようとする。
見明 心（みあけ こころ）
身長195センチメートルの女性漫画家。『月刊マリア』で『漢と男』を連載中。野心家であり、他の現場から画力の高いアシスタントを引き抜いている。
草壁 守（くさかべ まもる）
四季賞で花壱・若葉と共に大賞を受賞した漫画家。36歳。これまでに様々なジャンルの漫画を描いており、佳作を3作品・特別賞を2作品受賞している。飄々としているが、授賞式で自分の警戒すべき相手がいないか見定めようとする慎重な性格。

## 書誌情報
- 松本陽介『モノクロのふたり』集英社〈ジャンプ・コミックス〉、既刊2巻（2025年5月2日現在）
  1. 2024年12月4日発売[2]、ISBN 978-4-08-884316-2
  2. 2025年5月2日発売[3]、ISBN 978-4-08-884536-4